# Climax Blues Band

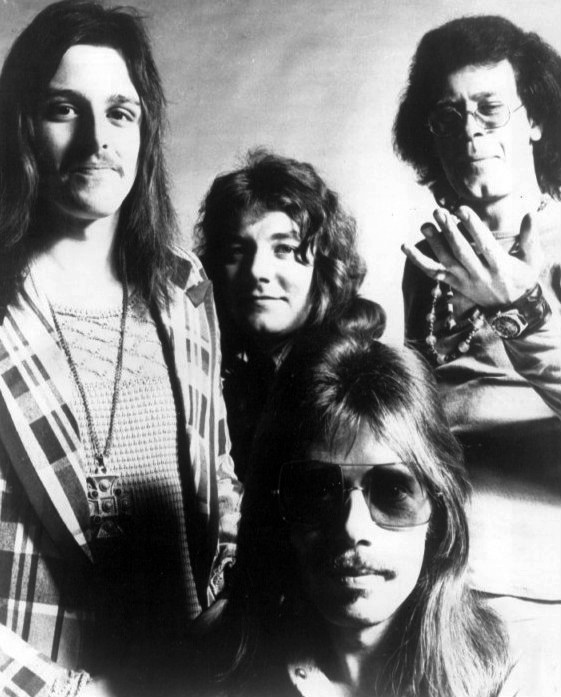
Climax Blues Band en 1974

Climax Chicago Blues Band est un groupe britannique de rock qui s'est formé vers la fin de l'année 1968. Les premiers membres étaient les guitaristes Derek Holt et Pete Haycock, le claviériste Arthur Wood, le bassiste Richard Jones, le batteur George Newsome et le saxophoniste Colin Cooper.
En 1970, le groupe changea son nom en Climax Blues Band. Il est à l'origine de 18 albums et obtient la 10e place dans le TOP 40 au Royaume-Uni en 1976 avec Couldn't Get It Right et en 1981 aux États-Unis avec I Love You.

## Discographie
- 1969 : The Climax Chicago Blues Band
- 1969 : Plays On
- 1970 : A Lot of Bottle
- 1971 : Tightly Knit
- 1972 : Rich Man
- 1973 : FM Live
- 1974 : Sense of Direction
- 1975 : Stamp Album
- 1976 : Gold Plated
- 1977 : Shine On
- 1979 : Real to Reel
- 1980 : Flying the Flag
- 1981 : Lucky For Some
- 1983 : Sample And Hold
- 1988 : Drastic Steps
- 1993 : Blues From the Attic
- 1994 : 25 Years (1968-1993)
- 2003 : Big Blues (The Songs Of Willie Dixon)
- 2011 : Climax Blues Band World Tour 1976
- 2014 : Security Alert: The Live Bootleg
- 2018 : Tempus Fugit 4-track EP: Album Sampler
- 2019 : Hands of Time

## Succès principaux
- Couldn't Get It Right - (1976) - 10e du TOP 40 britannique
- I Love You - 1981